# Lace Up
Lace Up (englisch für „schnüren“) ist das Debütalbum des US-amerikanischen Rappers Machine Gun Kelly. Es erschien am 9. Oktober 2012 über die Labels Bad Boy Entertainment und Interscope Records.

## Produktion
Bei dem Album fungierten Labelchef Sean Combs und Machine Gun Kelly selbst als Executive Producers. Die Musik wurde von einer Vielzahl an Musikproduzenten produziert, darunter Alex da Kid, Boi-1da, J.U.S.T.I.C.E. League und Drumma Boy.

## Covergestaltung
Das Albumcover zeigt den Schriftzug Lace Up, der aus roten Schnürsenkeln gebildet wird. Der Hintergrund ist grau-weiß gehalten. Beim Cover der Deluxe-Edition ist der Hintergrund rot statt grau-weiß.

## Gastbeiträge
Auf elf der 13 Lieder des Albums treten neben Machine Gun Kelly weitere Künstler in Erscheinung. So sind die Rockmusiker M. Shadows und Synyster Gates auf Save Me zu hören, während What I Do eine Kollaboration mit den Rappern Bun B und Dub-O ist. Auf Stereo ist der Musiker Alex Fitts vertreten und die Sängerin Anna Yvette ist an All We Have beteiligt. Die Rapper Tech N9ne und Twista unterstützen Machine Gun Kelly auf Edge of Destruction, während er auf Runnin’ mit dem R&B-Duo Planet VI zusammenarbeitet. Weitere Gastauftritte haben die Rapper Waka Flocka Flame (Wild Boy), Lil Jon (Lace Up) und DMX (D3mons). Zudem ist die Sängerin Ester Dean auf	Invincible zu hören und der Sänger Blackbear hat einen Gastbeitrag auf End of the Road.
Auf der Deluxe-Edition sind des Weiteren der Rapper Young Jeezy auf Hold On (Shut Up) sowie die Sängerin Cassie auf Warning Shot vertreten.

## Titelliste
| #  | Titel               | Gastbeiträge               | Produzenten                  | Länge |
| -- | ------------------- | -------------------------- | ---------------------------- | ----- |
| 1  | Save Me             | M. Shadows, Synyster Gates | Woodro Skillson, Rami Beatz  | 3:12  |
| 2  | What I Do           | Bun B, Dub-O               | Syk Sense, Swirv             | 4:32  |
| 3  | Wild Boy            | Waka Flocka Flame          | GB Hitz, Southside           | 3:51  |
| 4  | Lace Up             | Lil Jon                    | Drumma Boy                   | 3:02  |
| 5  | Stereo              | Alex Fitts                 | Alex Kickdrum                | 3:54  |
| 6  | All We Have         | Anna Yvette                | Anna Yvette, Frequency       | 3:27  |
| 7  | See My Tears        |                            | J.U.S.T.I.C.E. League        | 4:09  |
| 8  | D3mons              | DMX                        | Dame Grease, Snaz            | 4:21  |
| 9  | Edge of Destruction | Tech N9ne, Twista          | Silent Mike, Swirv           | 5:07  |
| 10 | Runnin’             | Planet VI                  | Boi-1da                      | 2:47  |
| 11 | Invincible          | Ester Dean                 | Alex da Kid                  | 3:05  |
| 12 | On My Way           |                            | JRB, Swirv                   | 4:10  |
| 13 | End of the Road     | Blackbear                  | Machine Gun Kelly, Slim Gudz | 4:04  |

Bonussongs der Deluxe-Edition:
| #  | Titel                      | Gastbeiträge | Produzenten                                 | Länge |
| -- | -------------------------- | ------------ | ------------------------------------------- | ----- |
| 14 | Half Naked & Almost Famous |              | Machine Gun Kelly, Slim Gudz, Alex Kickdrum | 2:51  |
| 15 | Hold On (Shut Up)          | Young Jeezy  | JP Did This 1                               | 3:30  |
| 16 | Warning Shot               | Cassie       | J. R. Rotem, Aliby (Co)                     | 3:21  |

## Chartplatzierungen und Singles
Lace Up stieg am 27. Oktober 2012 auf Platz 4 in die US-amerikanischen Charts ein und hielt sich zwölf Wochen in den Top 200. In Deutschland konnte es sich nicht in den Charts platzieren.
Am 27. September 2011 wurde der Song Wild Boy als erste Single des Albums veröffentlicht und erreichte Platz 98 der US-Charts. Die zweite Auskopplung Invincible folgte am 24. April 2012, bevor die dritte Single Hold On (Shut Up) am 6. August 2012 erschien.

## Auszeichnungen
Am 15. August 2017 wurde Lace Up für mehr als 500.000 Verkäufe in den Vereinigten Staaten mit einer Goldenen Schallplatte ausgezeichnet.